# Pavel Šnajdr
Pavel Šnajdr (* 17. června 1975 Brno) je český dirigent, skladatel a houslista.

## Život
V roce 1998 vystudoval kompozici na Hudební fakultě Janáčkovy akademie múzických umění v Brně a v roce 2002 dirigování sboru na téže fakultě. Působil v Divadle J. K. Tyla, Státní opeře Praha a jako šéfdirigent v Moravském divadle v Olomouci. Je dirigentem v Národním divadle v Brně. V roce 2011 založil soubor Brno Contemporary Orchestra.
Spolupracuje také s orchestry – mj. Filharmonie Brno, Filharmonie Hradec Králové, Severočeská filharmonie a také s Národním divadlem v Praze.